# 754

## Nașteri
- dată necunoscută: Desiderata, soția lui Carol cel Mare a doua soție a lui Carol cel Mare (d. 776)

## Decese
- 5 iunie: Bonifaciu (Wynfreth Bonifatius), principalul misionar și organizator bisericesc din Imperiul Franc (n. 675)